# Setina ochracea
Setina ochracea là một loài bướm đêm thuộc phân họ Arctiinae, họ Erebidae.